# Los Leones (estación)
Los Leones es una estación de combinación ferroviaria que forma parte de la red del metro de Santiago de Chile. Se encuentra por subterráneo entre las estaciones Pedro de Valdivia y Tobalaba de la Línea 1 y es antecedida por la estación Inés de Suárez de la Línea 6, siendo la estación terminal de esta última. Se ubica bajo la avenida Nueva Providencia a la altura del 2200, en la comuna de Providencia.
Se espera que para el año 2033 combine con la futura Línea 8.

## Entorno y características

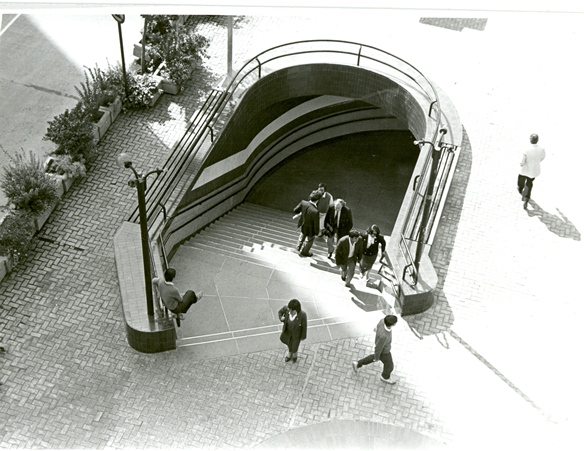
Acceso sur de la estación en 1985.

Presenta un flujo moderado/alto de pasajeros, aunque es muy difícil predecir con exactitud una media pues la estación muestra niveles de ocupación muy variables. Lo que sí está claro es que como está ubicada en el corazón de Providencia, los usuarios generalmente son oficinistas y estudiantes, cuyos lugares de origen/destino están entre los edificios del sector o de visitantes que van a hacer compras a la agitada zona comercial de la comuna. La estación posee una afluencia diaria promedio de 43 452 pasajeros.
La estación se encuentra en una zona comercial de edificios de altura; hay también algunos centros comerciales de mediana y pequeña extensión como el mall Panorámico, el portal Lyon y el paseo Las Palmas, y algunos de los locales más amplios de las cadenas de retail Tricot y Paris. Además, hay un supermercado Líder Express y proyectos inmobiliarios en desarrollo. A pasos de una de las entradas a la estación se encuentra la catedral castrense de Chile.

### Accesos
| Acceso | Intersección                               |
| ------ | ------------------------------------------ |
| A      | Av. Nueva Providencia con Paseo Las Palmas |
| B      | Av. Nueva Providencia con Las Bellotas     |
| C      | Av. Nueva Providencia con Av. Suecia       |
| D      | Av. Providencia con Av. Suecia             |
| E      | Av. Suecia con General Holley              |

## MetroArte

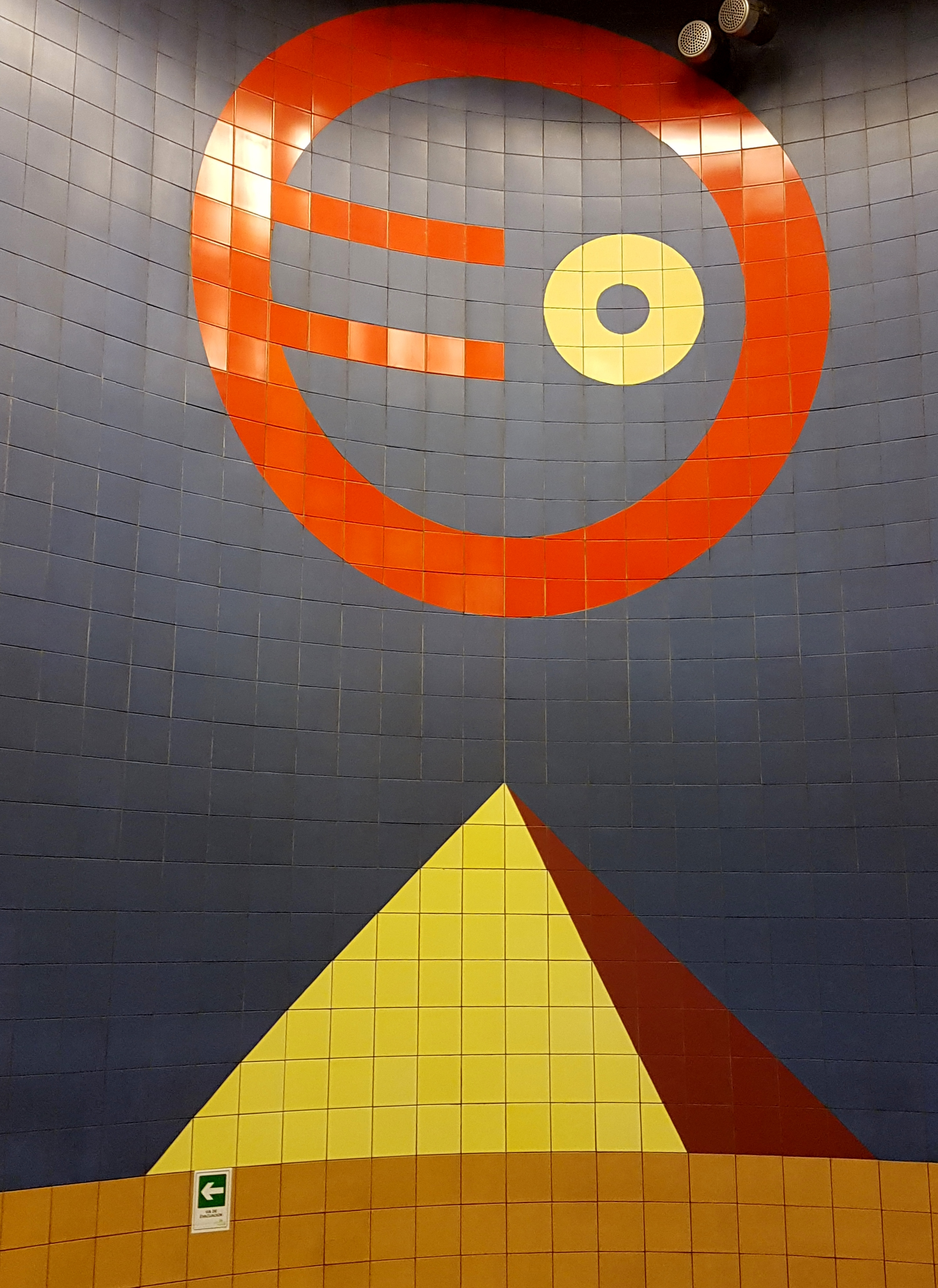
Detalle de Geometría Andina.

En el andén correspondiente a la línea 1, se puede encontrar el mural titulado Geometría Andina, realizado por el artista Ramón Vergara y que está compuesto por mosaicos de cerámica. Cuenta con una superficie de 172 m² y fue inaugurado en 1993. El mural representa de forma abstracta paisajes del norte de Chile, enfocándose principalmente en el uso de los colores azul, amarillo y rojo.
Además, en el túnel de combinación entre las líneas 1 y 6, se encuentra Vía Suecia, un proyecto realizado por el artista Luciano Escanilla y financiado por el gobierno de Suecia. El pasaje, cuya extensión es de más de 95 metros, retrata varios elementos pertenecientes al país nórdico, como la flora y fauna del país, la cultura sueca, los aportes científicos y tecnológicos del país al mundo y aspectos pertenecientes a la sociedad de Suecia. Varios suecos ilustres también son representados en el túnel, como Carlos Linneo, Alva Myrdal, Zlatan Ibrahimović, Greta Thunberg, Olof Palme y el grupo ABBA.
También en el interior de la estación se encuentra una de las obras de Zerreitug, titulada Cultura Llolleo, visualiza en él una escena característica de la Cultura Llolleo. Es probable que este trabajo se haya instalado en Los Leones debido a que en 2017, poco antes de que se inaugurara la Línea 6, se encontraron restos de un gran cementerio indígena, los cuales fueron analizados y que se determinó, era perteneciente a dicha cultura. Todos los restos fueron encontrados en la intersección de la Avenida Pedro de Valdivia con la calle Europa, donde existía un pique de construcción de la Línea 6.

## Origen etimológico
El nombre hace referencia a la avenida Los Leones ubicada un poco más al este, que fue nombrada en recuerdo del fundo homónimo perteneciente al empresario y político conservador Ricardo Lyon, quien fue alcalde de Providencia; el fundo, a su vez, era denominado así por unas estatuas de leones instaladas en su ingreso y actualmente ubicadas en la intersección con avenida Nueva Providencia. Estas antiguas estatuas —donadas, según algunos, por el político y agricultor Arturo Lyon y, según otros, por el mismo Ricardo— son réplicas en bronce de los leones que adornaban la entrada de su casa como emblema familiar y escudo heráldico de su apellido. Existía un mito urbano que decía que habían sido traídas desde Lima como parte del botín obtenido tras la Guerra del Pacífico. La señalización utilizada en sus inicios hizo referencias a estas estatuas, aunque de manera idealizada.
Cabe destacar que de ninguna forma esta estación hace referencia al nombre de la calle Ricardo Lyon, producida de la confusión de Lyon con lion o león en inglés (aunque esto pudiese haber motivado la instalación de las estatuas y/o la denominación del fundo) o a la ubicación de la sede comunal del Club de Leones en los alrededores.[cita requerida]

## Galería

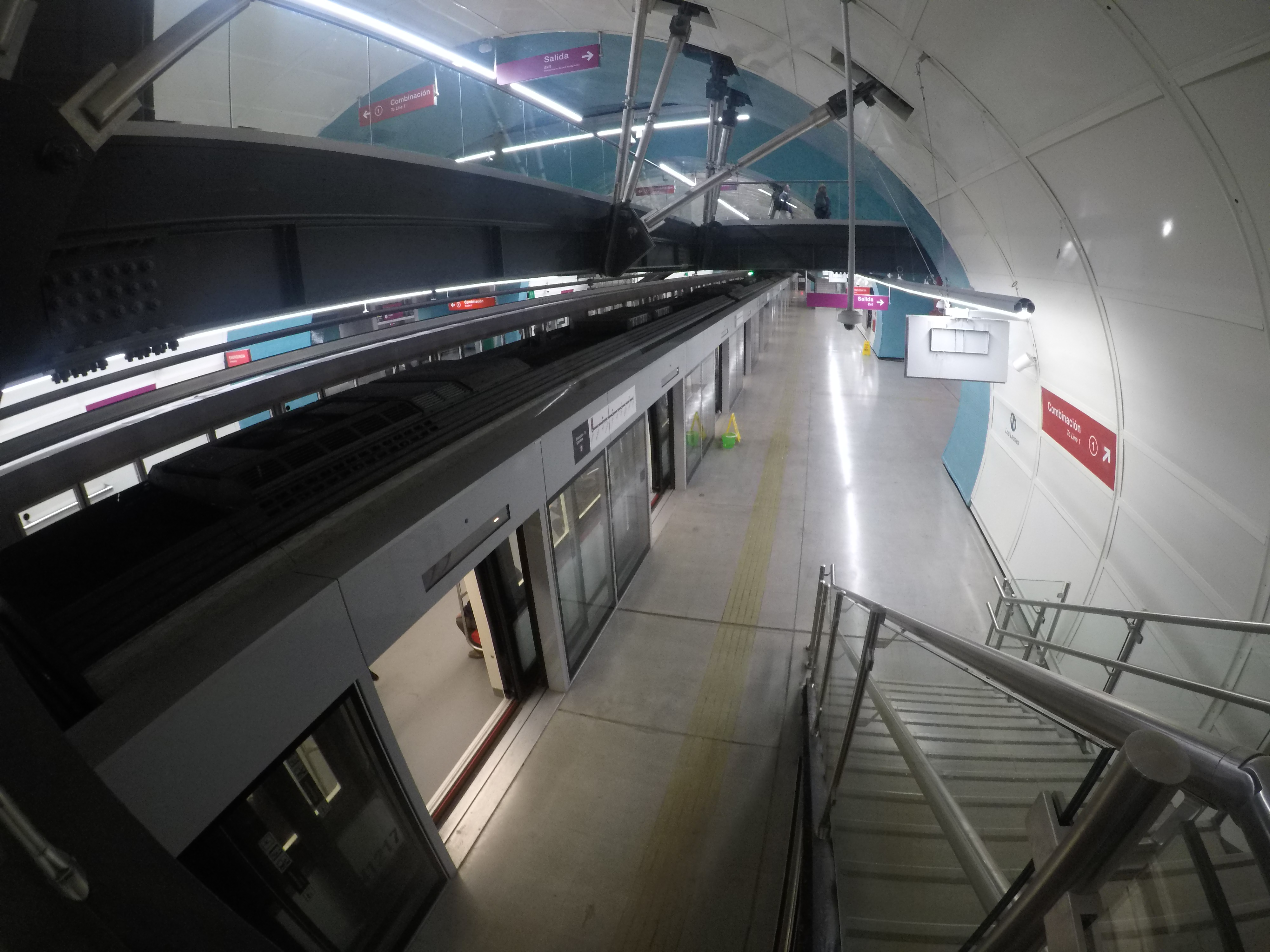
Andenes de la estación en Línea 6.
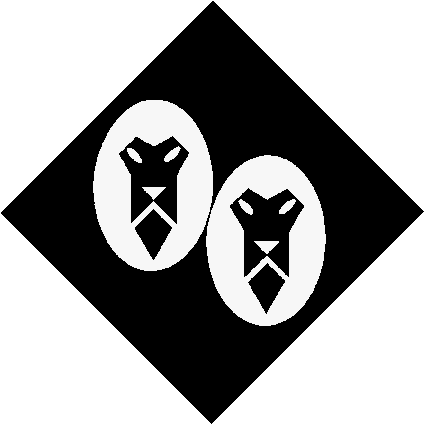
Antiguo símbolo con que se identificó a la estación.
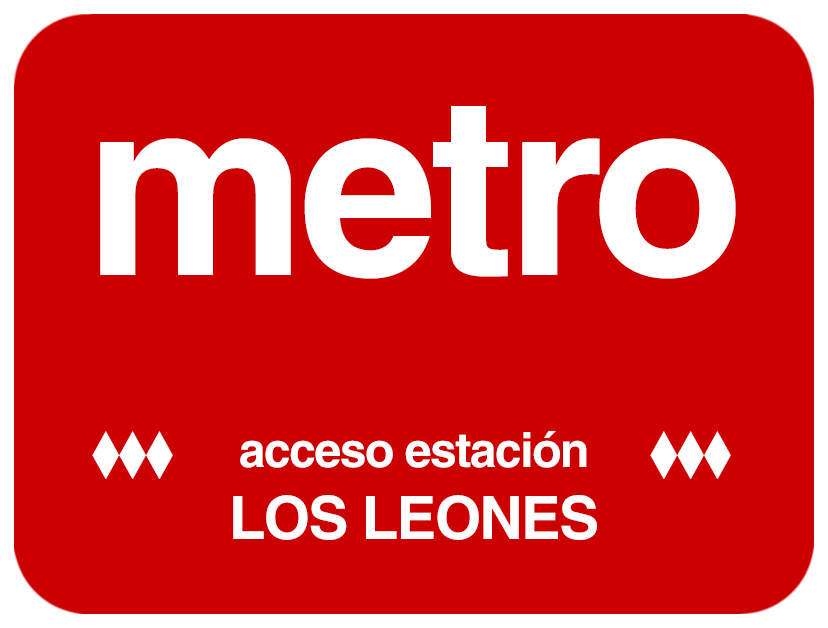
Letrero utilizado en los accesos a la estación hasta 1997.
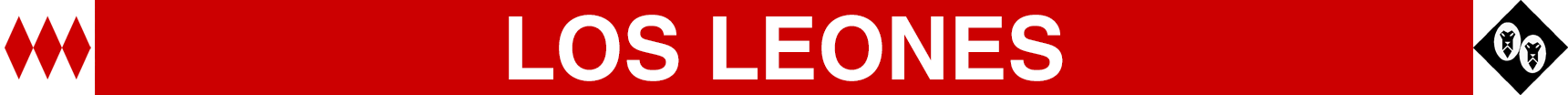
Cenefa antigua utilizada en los andenes.
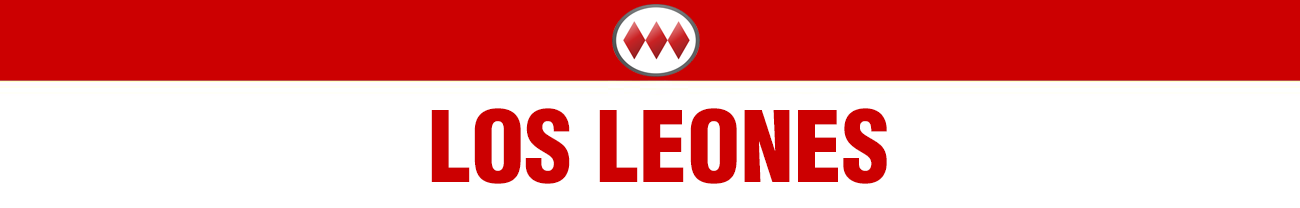
Cenefa utilizada actualmente en los andenes correspondientes a la Línea 1.
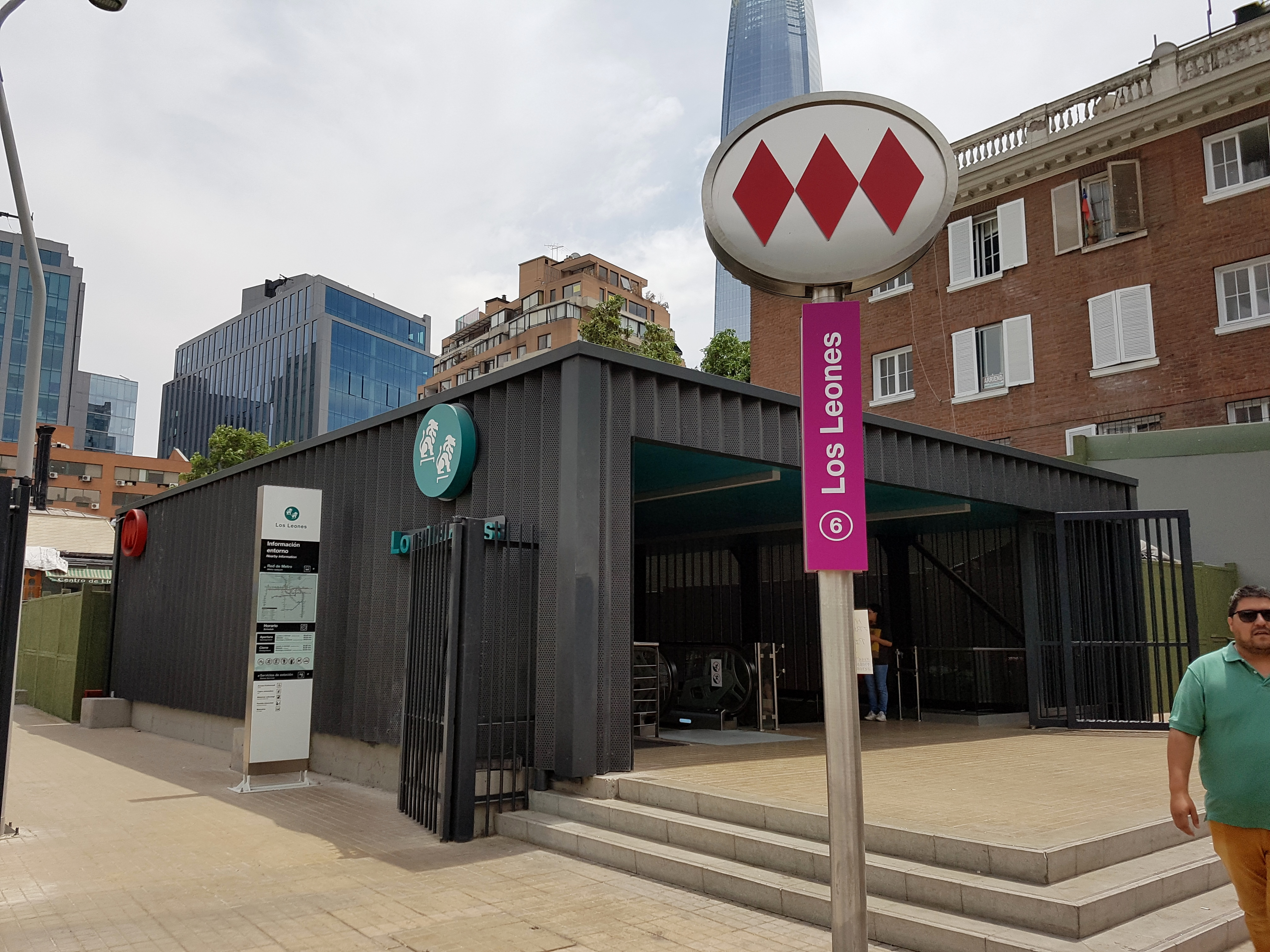
Exterior de la estación en Línea 6.
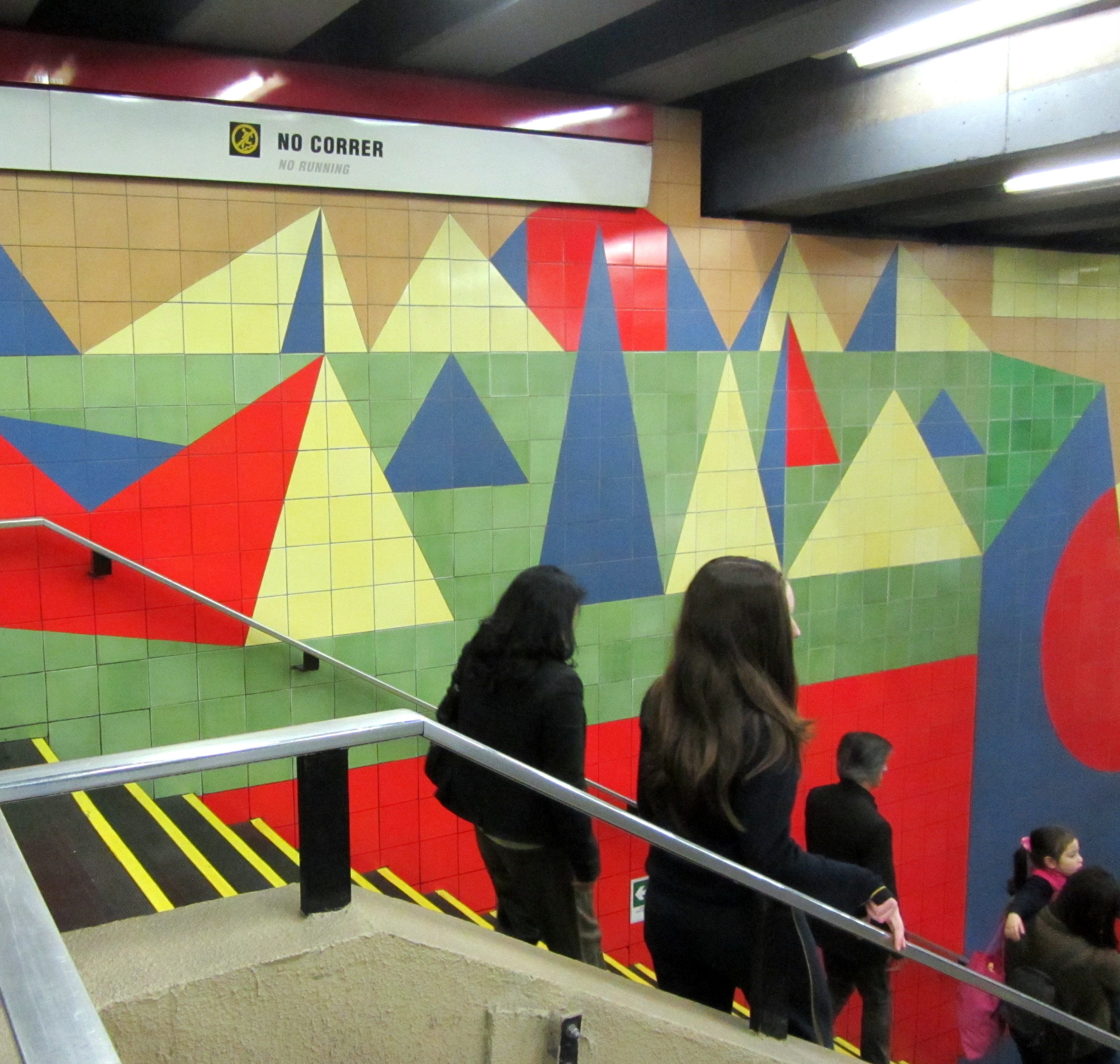
Geometría andina (detalle)
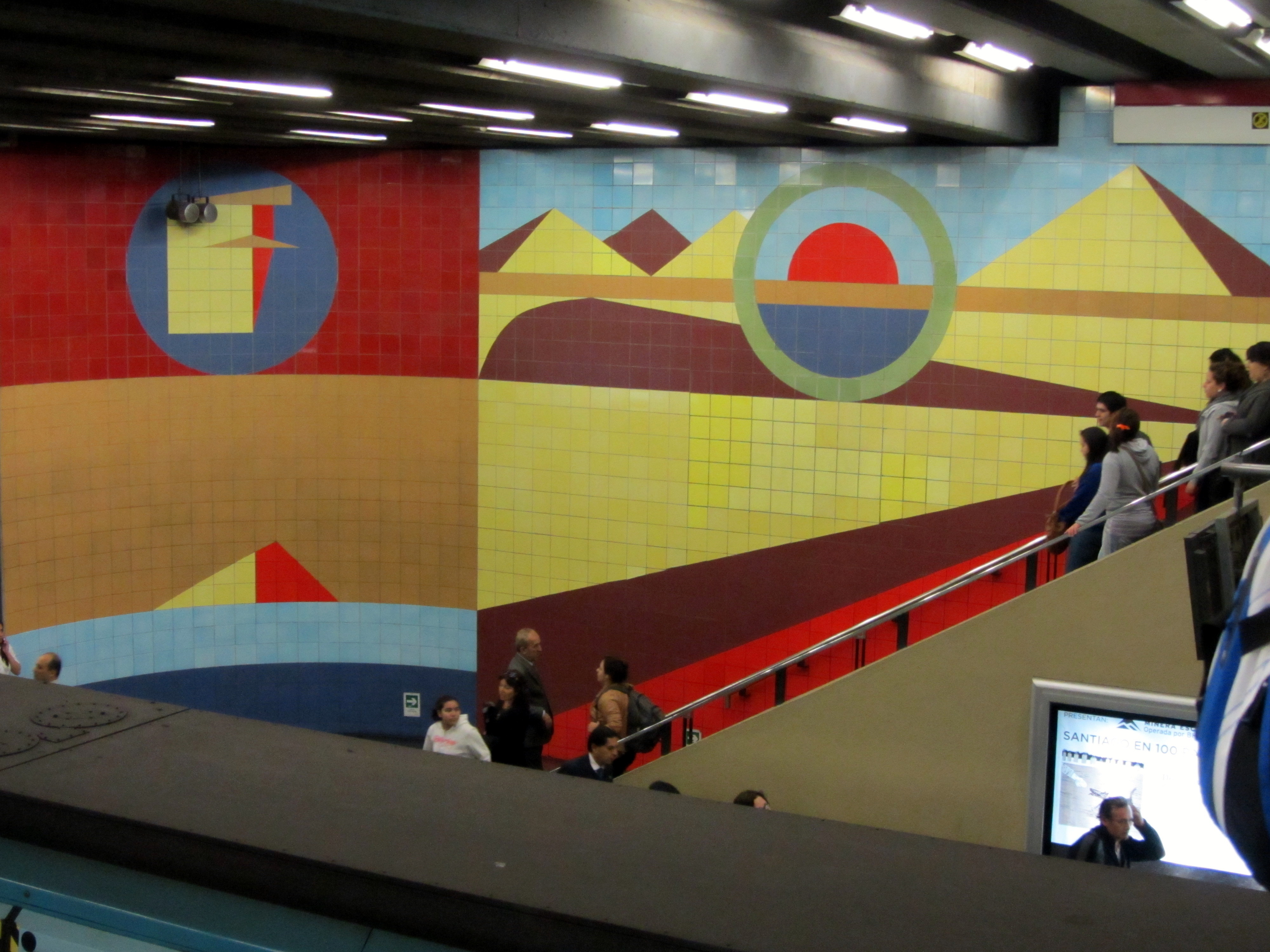
Geometría andina (fragmento)
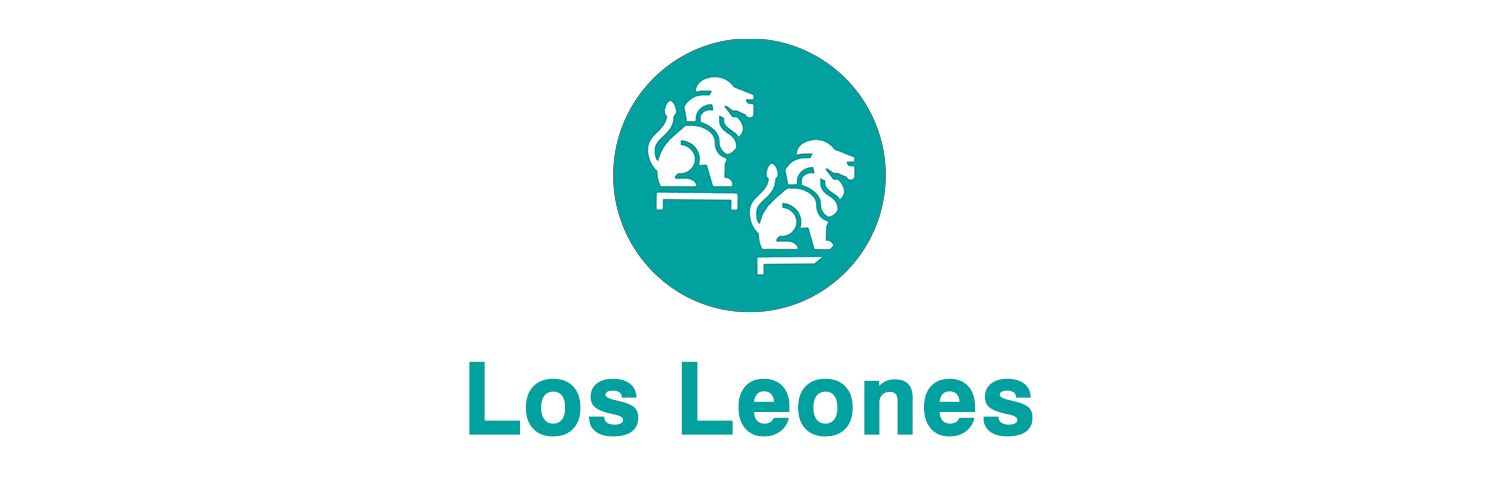
Cenefa utilizada actualmente en los andenes correspondientes a la Línea 6.

## Conexión con Red Metropolitana de Movilidad
La estación posee 9 paraderos de la Red Metropolitana de Movilidad en sus alrededores (sin la existencia de los paraderos 2 y 9), los cuales corresponden a:
| Paradero                             | Recorridos |
| ------------------------------------ | --- |
| Parada 1 / Metro Los Leones (PC205)  | 405 (Cantagallo) - 405c (Cantagallo) - 406 (Cantagallo) - 426 (La Dehesa) - 432n (La Reina) - 445c (Vitacura) - 503 (Vital Apoquindo)                                                              |
| Parada 3 / Metro Los Leones (PC153)  | 117 (Metro Vespucio Norte) - 117c (Providencia) - 401 (Las Condes) - 407 (Las Condes) - 412 (La Reina) - 418 (Av. Tobalaba) - 421 (San Carlos de Apoquindo) - 429c (Metro Tobalaba) - 541n (Colón) |
| Parada 4 / Metro Los Leones (PC301)  | 405c (Plaza Italia) - 406 (Pudahuel) - 407 (Enea) - 426 (Pudahuel) - 445c (Centro) |
| Parada 5 / Metro Los Leones (PC154)  | C30e (Los Trapenses) |
| Parada 6 / Metro Los Leones (PC188)  | 401 (Maipú) - 405 (Maipú) - 412 (Enea) - 418 (Enea) - 421 (Maipú) - 432n (Maipú) - 503 (Av. La Estrella) - 541n (El Tranque)                                                                       |
| Parada 7 / Metro Los Leones (PC206)  | 117 (Metro Vespucio Norte) - 117c (Providencia) - 405 (Cantagallo) - 405c (Cantagallo) - 412 (La Reina) - 418 (Av. Tobalaba) - 429c (Metro Tobalaba) - 432n (La Reina) - 445c (Vitacura)           |
| Parada 8 / Metro Los Leones (PC37)   | 104 (Fin del recorrido / Av. Camilo Henríquez) |
| Parada 10 / Metro Los Leones (PC271) | 405c (Plaza Italia) - 406 (Pudahuel) - 407 (Enea) - 426 (Pudahuel) - 445c (Centro) |